# اقتصاد غیررسمی
اقتصاد غیررسمی، اقتصاد بخشی یا اقتصاد خاکستری فعالیت‌هایِ اقتصادی را شامل می‌شود که برخلافِ اقتصاد رسمی، نه مالیاتی می‌پردازد و نه تحتِ نظارت دولت انجام می‌گیرد؛ از این رو، اقتصادِ غیررسمی در محاسباتِ مربوط به تولید ناخالص ملی نمی‌آیند. اگرچه غالباً اقتصاد غیررسمی با مباحث مربوط به کشورهای در حال توسعه پیوند خورده‌است، تمامی نظام‌هایِ اقتصادی درجاتی از اقتصادِ غیررسمی را شامل می‌شوند.